# Odhnerium calyptrocotyle
Odhnerium calyptrocotyle är en plattmaskart. Odhnerium calyptrocotyle ingår i släktet Odhnerium och familjen Accacoeliidae. Inga underarter finns listade i Catalogue of Life.